# PoSAT-1

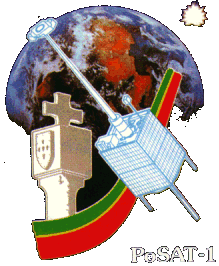
Logo du satellite PoSAT-1.

PoSAT-1 (OSAT-OSCAR 28, OSCAR 28, PO 28, ou 1993-061G) est le premier satellite portugais. Il a été lancé en orbite le 26 septembre 1993, lors du 59e vol du lanceur Ariane 4,,,,. Le lancement a eu lieu au Centre spatial guyanais, en Guyane française. Environ 20 minutes et 35 secondes après le lancement, à une altitude de 807 km, PoSAT-1 s'est séparé du lanceur.
Le PoSAT-1 pèse environ 12 kg et appartient à la classe des microsatellites, pesant entre 10 et 100 kg. Le projet a été développé par un consortium d'universités et d'entreprises au Portugal et construit à l'Université de Surrey, au Royaume-Uni. Le coût total s'est élevé à environ 5 millions d'euros, dont environ 3 millions financés par le gouvernement portugais et 2 millions par les entreprises portugaises impliquées (consortium Po-SAT : Instituto Nacional de Engenharia, Tecnologia e Inovação (INETI), EFACEC, ALCATEL, Marconi Company, OGMA, Instituto Superior Técnico (IST), Université de Beira Interior (UBI) et CEDINTEC). Le responsable du projet était Fernando Carvalho Rodrigues, connu comme le père du premier satellite portugais,.

## Mission
La mission était appelée Vol 59, qui a lancé plusieurs satellites : PoSAT-1 du Portugal, Eyesat-1 et ItamSat de l'Italie, KITSAT-2 de la Corée du Sud, HealthSat-2 (un satellite médical international) et Stella ainsi que SPOT-3 de la France, ce dernier étant un grand satellite pour la photographie d'observation de la Terre,.

## Vaisseau spatial
Le PoSAT-1 est une boîte en aluminium, sous la forme d'un parallélépipède, de 58 cm de longueur, 35 cm de largeur, 35 cm de profondeur et pesant 12 kg. Au-dessus d'un premier tiroir contenant les batteries et le module de détection à distance sont empilés 10 autres tiroirs remplis de cartes électroniques. Au sommet du satellite, on trouve des capteurs d'attitude et le mât de stabilisation, des outils essentiels pour que PoSAT-1 maintienne une orbite correcte. Quatre panneaux solaires sont montés sur les côtés latéraux de la structure du satellite, formant un parallélépipède, et constituent la source d'énergie pour tous les systèmes embarqués. Chaque panneau contient 1344 cellules d'arséniure de gallium (GaAs).

## Caractéristiques
- Vitesse : 7,3 km par seconde.
- Orbite : 822 x 800 km, inclinaison de 98,6°, orbite héliosynchrone, dure 101 minutes, effectue environ 14 révolutions autour de la Terre par jour[2],[5].

## Fin de mission
PoSAT-1 a cessé de transmettre des informations vers la Terre en 2006. Sa rentrée atmosphérique est prévue pour 2043.